# スタンリー・エリック・ラインハート
スタンリー・エリック・ラインハート（英語: Stanley Eric Reinhart、1893年9月15日 - 1975年6月4日）は、アメリカ合衆国の軍人。最終階級は陸軍少将。第二次世界大戦では第65歩兵師団などを率いた。

## 経歴

### 前半生
スタンリー・エリック・ラインハートは、1893年9月15日にアメリカ合衆国オハイオ州のポルクで生まれた。彼は1911年までオハイオ州ノース・レッド・ハウの農村学校で短期間教師を務め、1912年にニューヨーク州ウェストポイントにある陸軍士官学校へ入学。1916年に士官学校を卒業して少尉に任官された彼は、テキサス州のフォート・ブリスに駐屯していたアメリカ陸軍野戦砲兵科へ配属された。
1917年6月30日、ペイトン・コンウェイ・マーチ准将の副官として第一次世界大戦の最中であるフランスに赴いた。アメリカ合衆国の参戦から3か月後のことである。同年末に西武戦線へ加わり、1918年2月12日から7月10日までアメリカ外征軍第2歩兵師団第17野戦砲兵連隊のA中隊指揮官を務めた。次いでラインハートは第17野戦砲兵連隊第1大隊の指揮を執り、ソワソンやムーズ・アルゴンヌでの戦いに赴いている。彼は11月11日、すなわちドイツと連合国の間で休戦協定が締結された日まで大隊の指揮官を務めた。ラインハートは第一次世界大戦における功績が評価され、陸軍殊勲章を受章した。

### 戦間期
第一次世界大戦終戦から9か月後の1919年8月4日、ラインハートはアメリカ本国へ帰国した。1920年5月5日には、ニューヨーク州ウェストポイントでトレド出身のジャネット・クレーンと結婚し、一男一女を儲けている。
戦間期は、3年間陸軍士官学校で野戦砲兵戦術の教官として教鞭を執り、4年間指揮参謀大学や戦争大学で学び、2年間野戦砲兵学校で教鞭を執り、3年間ハワイ駐屯軍の参謀を務めるなどして過ごしていた。最後の4年間はウェストポイントで軍の出納官を担っている。

### 第二次世界大戦
1942年2月16日にラインハートは准将へ昇進し、第25歩兵師団の砲兵部隊を率いてオアフ島防衛のため太平洋へ赴いた。12月6日、彼はガダルカナル島の戦いを終結させるため、ガダルカナル島へ向け出発した。1943年4月22日に陸軍省の要請で帰国し、カリフォルニア州サンフランシスコへ移っている。
1943年7月1日から1944年12月18日まで、ラインハートはミシシッピ州のシェルビー基地で第65歩兵師団を組織し、これを訓練した。1945年1月10日、第65歩兵師団の最高指揮官である彼は、自身の師団を率いてヨーロッパ作戦戦域に加わった。彼の師団はザール川に位置していたジョージ・パットン少将指揮の第3軍麾下となり西部戦線に参戦、ドイツやオーストリアで戦っている。
ラインハートの指揮下において、第65歩兵師団はフルダ川、ヴェラ川、ドナウ川、イン川、トラウン川、エンス川など多くの河川を敵前渡河している。また、ザールルイ、ノインキルヒェン、オーバーウルゼル、フリートベルク、ハッテンバッハ、ベーブラ、ロッテンブルク、トレフフルト、ランゲンザルツァ、ノイマルクト、レーゲンスブルク、パッサウといったドイツの諸都市や、シェルディング、エフェルディング、リンツ、エンスなどのオーストリアの諸都市を占領した。
一連の戦闘が終結した時点で、ラインハート率いる第65歩兵師団は首都ベルリンの東100マイル（160キロメートル）に位置していた。1945年5月8日の深夜、ドイツの降伏によりヨーロッパは終戦を迎えた。少将に昇進していた彼はオーストリアのエルラウフに向かい、そこでソ連軍と落ち合った。彼らはその際握手を交わしている。彼の部隊の指揮を執り続けながら、ラインハートはオーバーエスターライヒの軍政府長官に任命された。
戦後しばらくは、第65歩兵師団や第26歩兵師団の本営が置かれていたリンツにラインハートも在留していた。

### 戦後
1945年10月15日にラインハートは入院し、11月15日に治療のためアメリカ本国へ帰国した。1946年9月30日、身体障害により30年の軍人生活に幕を下ろした。1975年に死去。

## 叙勲
スタンリー・エリック・ラインハートは、彼の軍歴の中で多くの勲章・記章を受けている。また、ソビエト親衛隊の名誉会員でもあった。
| Bronze oak leaf cluster |                                                       |             |  |
| Bronze oak leaf cluster | Bronze star · Bronze star · Bronze star · Bronze star |             |  |
|                         | Bronze star · Bronze star                             | Bronze star |  |
|                         |                                                       |             |  |

| 一段目 | 陸軍殊勲章と柏葉房 | 陸軍殊勲章と柏葉房 | 陸軍殊勲章と柏葉房 | 陸軍殊勲章と柏葉房 | 陸軍殊勲章と柏葉房                          | 銀星章                                      | 銀星章                                      | 銀星章                                      | 銀星章                                           | 銀星章                                           | 銀星章                                           | 勲功章                                           | 勲功章                           | 勲功章                           | 勲功章                           | 勲功章                           |
| 二段目 | 青銅星章と柏葉房   | 青銅星章と柏葉房   | 青銅星章と柏葉房   | 青銅星章と柏葉房   | 第一次世界大戦戦勝記念章と戦闘略章4個       | 第一次世界大戦戦勝記念章と戦闘略章4個       | 第一次世界大戦戦勝記念章と戦闘略章4個       | 第一次世界大戦戦勝記念章と戦闘略章4個       | ドイツ占領軍記章                                 | ドイツ占領軍記章                                 | ドイツ占領軍記章                                 | ドイツ占領軍記章                                 | アメリカ防衛従軍記章             | アメリカ防衛従軍記章             | アメリカ防衛従軍記章             | アメリカ防衛従軍記章             |
| 三段目 | アメリカ従軍記章   | アメリカ従軍記章   | アメリカ従軍記章   | アメリカ従軍記章   | アジア＝太平洋戦役記章と功労星章2個         | アジア＝太平洋戦役記章と功労星章2個         | アジア＝太平洋戦役記章と功労星章2個         | アジア＝太平洋戦役記章と功労星章2個         | ヨーロッパ＝アフリカ＝中東戦役記章と功労星章1個  | ヨーロッパ＝アフリカ＝中東戦役記章と功労星章1個  | ヨーロッパ＝アフリカ＝中東戦役記章と功労星章1個  | ヨーロッパ＝アフリカ＝中東戦役記章と功労星章1個  | 第二次世界大戦戦勝記念章         | 第二次世界大戦戦勝記念章         | 第二次世界大戦戦勝記念章         | 第二次世界大戦戦勝記念章         |
| 四段目 | 占領軍記章         | 占領軍記章         | 占領軍記章         | 占領軍記章         | レジオンドヌール勲章オフィシエ （フランス） | レジオンドヌール勲章オフィシエ （フランス） | レジオンドヌール勲章オフィシエ （フランス） | レジオンドヌール勲章オフィシエ （フランス） | シュロの葉付1914年-1918年従軍十字章 （フランス） | シュロの葉付1914年-1918年従軍十字章 （フランス） | シュロの葉付1914年-1918年従軍十字章 （フランス） | シュロの葉付1914年-1918年従軍十字章 （フランス） | 1等祖国戦争勲章 （ソビエト連邦） | 1等祖国戦争勲章 （ソビエト連邦） | 1等祖国戦争勲章 （ソビエト連邦） | 1等祖国戦争勲章 （ソビエト連邦） |